# Генерални штрајк
Генерални штрајк је штрајк у којем учесници прекидају сваку привредну активност, као што је рад, да би ојачали преговарачку позицију синдиката или постигли заједнички друштвени или политички циљ. Организују их велике коалиције политичких, друштвених и радничких организација, а могу укључивати скупове, маршеве, бојкоте, грађанску непослушност, неплаћање пореза и друге облике директног или индиректног деловања. Поред тога, генерални штрајкови могу искључити раднике који се баве помагајућим професијама, као што су лекари и медицинске сестре.
Историјски гледано, термин генерални штрајк се првенствено односио на акцију солидарности, што је вишесекторски штрајк који организују синдикати који заједно штрајкују како би извршили притисак на послодавце да започну преговоре или понуде повољније услове за штрајкаче; иако сви штрајкачи можда немају материјални интерес у међусобним преговорима, сви они имају материјални интерес у одржавању и јачању колективне ефикасности штрајкова као алата за преговарање.

## Историја

### Прекурсори
Рани претходник генералног штрајка биле су јеврејске традиције шмита и јубилеја, од којих потоња укључује широко распрострањено отпуштање дуга и прерасподелу земље. Secessio plebis, у време Римске републике, такође је забележен као претеча генералног штрајка.
Ране концепције генералног штрајка предложили су током ренесансе Етјен де ла Боеси, и током доба просветитељства Жан Мелије и Оноре Габријел Рикети. Са избијањем Француске револуције, идеју су преузели радикали као што су Жан-Пол Мара, Силвен Марешал и Константин Франсоа де Шасебеф, који су предложили штрајк који је укључивао трговце и индустријалце поред индустријских радника и пољопривредника. У свом есеју Les Ruines, Шасбеф је предложио генерални штрајк "сваке професије корисне друштву" против "цивилних, војних или верских агената владе", супротстављајући "народ" против "људи који ништа не раде". Његово дело је имало велики утицај у Великој Британији, где га је Лондонско дописно друштво дистрибуирало широм земље, док је његово поглавље о генералном штрајку прештампано деценијама након првог објављивања. Ту идеју су касније преузели британски економиста Томас Атвуд и француски комуниста Луј Огист Бланки.
Током првих година индустријске револуције, радници у Нотингему и Манчестеру су изразили лоше дефинисану концепцију генералног штрајка, али јој је недостајала систематска формулација. Током раног 19. века постојали су периодични штрајкови који су се слободно могли сматрати 'генералним штрајковима'. У Сједињеним Државама, генерални штрајк у Филаделфији 1835. трајао је три недеље, након чега су штрајкачи постигли свој циљ десеточасовног радног дана и повећање плата.

### Концепт
Идеју о генералном штрајку први је формулисао Вилијам Бенбоу, квекер и обућар који се укључио у британски радикални покрет раног 19. века. Након што је ухапшен због својих политичких активности, Бенбоу се окренуо од реформизма и почео да објављује низ антиауторитарних и антиклерикалних полемика. састанцима Националне уније радничке класе, Бенбоу је изразио нестрпљење због напретка реформског закона и позвао на оружани отпор влади.
У јануару 1832. Бенбоу је објавио памфлет под називом Grand National Holiday and Congress of the Productive Classes, у коме је изнео своје предлоге за генерални штрајк. Бенбоу је позвао и саме раднике да прогласе једномесечни „одмор“, који би био финансијски подржан прво радничком штедњом, а затим и наплатом „доприноса“ од богатих. Такође је предложио формирање радничких савета који би одржавали мир, делили храну и бирали делегате за конгрес, који би сам спровео широке друштвене реформе. Неколико месеци након објављивања памфлета, Бенбоу је ухапшен јер је предводио демонстрације од 100.000 људи, које је намеравао као „генералну пробу“ за предложени „државни празник“.
Усвајање Закона о реформи донело је са собом колапс радикалног покрета, укључујући Бенбоову Националну унију. Шест година касније, у атмосфери растућег разочарања напретком политичких реформи, чартистички покрет у настајању усвојио је Бенбоову платформу за „национални празник“. Чартисти су планирали да проведу свој једномесечни национални празник у августу 1839, али након Бенбоуовог хапшења, кампања је напуштена. Бенбоу је суђено и проглашен кривим за побуну. Иако је покушао да настави своје чартистичке активности из затвора, након што га је Фергус О'Конор екскомуницирао из покрета, Бенбоу је прекинуо своје политичке активности.

### Рани изрази
У априлу 1842, након што је Британски парламент одбацио другу петицију чартиста, захтеви за праведнијим платама и условима у многим различитим индустријама коначно су експлодирали у први генерални штрајк у једној капиталистичкој земљи. Штрајк је почео у рудницима угља у Стафордширу и убрзо се проширио широм Британије, погађајући фабрике, млинове и руднике од Шкотске до Јужног Велса. Иако је генерални штрајк започео као аполитичан захтев за бољим условима рада, он се до августа 1842. директно повезао са чартистима и попримио револуционарни карактер. Владине снаге су интервенисале, сузбиле протесте и ухапсиле њихове вође, на крају присиљавајући да се врате на посао.
Штрајк радника у Барселони одиграо је истакнуту улогу у Шпанској револуцији 1854. године, која је уступила место прогресивном периоду који је проширио низ грађанских слобода на шпанске раднике. Раднички немири су расли пошто су нове власти поново забраниле слободу удруживања и обуставе рада, што је довело до избијања каталонског генералног штрајка 1855, првог у шпанској историји. После вишемесечног штрајка и покушаја преговора, генерални штрајк је угушен, а нацрт устава суспендован у удару Леополда О'Донела.
Током Америчког грађанског рата, милиони црних робова су побегли са јужних плантажа  на територију Уније, лишавајући Конфедерацију њеног главног извора радне снаге у ономе што је Вилијам Едвард Бергарт описао као „генерални штрајк“ у својој књизи Black Reconstruction in America. Међутим, ову концепцију је одбио афроамерички економиста Абрам Линколн Харис, који је одбацио Бергартове тврдње о генералном штрајку као фантастичне. А. А. Тејлор је такође одбацио Бергартово тумачење, напомињући да бекство са плантажа није представљало организовани покрет за постизање економских или политичких уступака. Амерички историчар Артур Чарлс Кол критиковао је оно што је описао као „неподударности између добро утврђених чињеница и екстравагантног уопштавања“ у Бергартовим тврдњама о генералном штрајку.

### Дебата у Првој интернационали
1864. године, Међународна радничка асоцијација (IWA) је основана као савез синдиката од стране делегата из Енглеске и Француске. Француски синдикални делегати, као што је Ежен Варлин, видели су настајућу Интернационалу као средство за координацију подршке штрајкачким акцијама њених чланова. У првом тому Капитала, објављеном 1867. године, Карл Маркс је замислио генерални штрајк као средство за изградњу класне свести.
На бриселском конгресу Интернационале 1868. године, белгијски делегат Сезар де Пепе је предложио да се генерални штрајк може искористити за спречавање избијања рата, за који је сматрао да је средство да владајућа класа потчини радне људе. Даље је изјавио да сами синдикати представљају механизам за замену капитализма социјализмом, чије би успостављање ставило коначну тачку на све ратове. У писму Фридриху Енгелсу, сам Маркс је одбацио оно што је описао као „белгијску бесмислицу да је неопходно ударити против рата“. Када се следеће године Михаил Бакуњин придружио Интернационали, он је изјавио да подржава ове предлоге. Бакуњин је одбацио политичко учешће, уместо тога се заложио да радници ступе у штрајк како би побољшали своје радне услове. Он је тврдио да би Интернационала могла бити организација преко које би синдикати могли да преграде такве штрајкачке акције у револуционарни генерални штрајк, који би укинуо капитализам и успоставио социјализам.
Предлоге за револуционарни генерални штрајк за рушење државе марксистичка фракција је одбацила, која је уместо тога предложила стварање политичких партија које би преузеле државну власт. Преко Генералног савета, који је имао централизовану контролу над Интернационалом, Маркс је кренуо да протера Бакуњинову антиауторитарну фракцију на Хашком конгресу 1872. Као одговор, протеране секције су основале Анти-ауторитарну интернационалу, која је била дизајнирана да делује у складу са федералном структуром. Антиауторитарци су подржавали синдикалистичко гледиште о коришћењу Интернационале као координационог тела за подршку штрајкачким акцијама и њихову изградњу ка револуционарном генералном штрајку, који би срушио државу и успоставио радничку контролу над средствима за производњу. Овај став је посебно подржала шпанска регионална федерација, која је сама организовала генерални штрајк у Алкоју, иако су га шпанске владине снаге брзо угушиле.
На Женевском конгресу 1873. белгијски делегати су предложили усвајање генералног штрајка као тактике социјалне револуције. Овај предлог је подржала и Јура федерација, која је додатно нагласила потребу за мањим штрајковима као средством за повећање плата. Дискусије о штрајку на Женевском конгресу поставиле су темеље за оно што је требало да постане познато као анархосиндикализам. Убрзо су антиауторитарци почели да се удаљавају од анархосиндикалистичког модела. Чланови белгијске секције почели су да се залажу за диктатуру пролетаријата и електорализам, док су француски и италијански секције кренули ка анархокомунизму и предложили теорију пропаганде дела. До 1880. дебате унутар Интернационале довеле су до њеног колапса.

### Успон револуционарног синдикализма
Године 1881, револуционарна социјалистичка фракција Социјалистичке лабуристичке партије Америке (SLPA) се одвојила и основала Међународно удружење радних људи (IWPA), које је развило анархистичке тенденције и сматрало се наставком угашене ИВА. Инспирисани примером Париске комуне, чланови IWPA, као што је чикашки анархиста Алберт Парсонс формулисали су неку врсту револуционарног синдикализма који је избегавао генерални штрајк у корист народне побуне. Као одговор на репресију Великог штрајка железница из 1877. године, IWPA је наоружала и убацила своје чланове у радничке милиције, видећи насилну акцију као неопходну допуну штрајкачкој акцији. 1. маја 1886. IWPA је организовала општи штрајк широм земље за осмочасовни радни дан, који је био у фокусу захтева Парсонса и чикашких анархиста. Широм Сједињених Држава, стотине хиљада радника је ступило у штрајк. Епицентар генералног штрајка био је у Чикагу, где су протести против полицијске репресије над радницима у штрајку прерасли у нереде. Осам организатора протеста, укључујући Парсонса, погубљено је вешањем због оптужби за заверу. Након њиховог погубљења, захтев IWPA за осмочасовним радним временом проширио се широм света и 1. мај је проглашен Међународним даном радника.

Инспирисани генералним штрајком IWPA, европски анархисти су почели да преиспитују генерални штрајк као револуционарни инструмент, при чему је француски анархиста Жозеф Тортелије преузео идеју о револуционарном генералном штрајку, који се потом проширио на италијанске и шпанске анархисте. Супруга Алберта Парсонса, Луси Парсонс, такође је усвојила револуционарни генерални штрајк у својој сопственој платформи, која је постала темељна начела индустријских радника света (IWW). Први синдикат који је усвојио револуционарни генерални штрајк у своју платформу била је Француска Генерална конфедерација рада (CGT). CGT је покренуо сопствену кампању да сами радници уведу осмочасовни радни дан, што је кулминирало генералним штрајком који је француским радницима обезбедио смањење радног времена и оптерећења, повећање плата и увођење викенда.
Пример CGT-а је убрзао ширење револуционарног синдикализма широм света, што је са собом донело талас општих штрајкова на прелазу из 20. века, који је донео различите резултате. Иако је белгијски генерални штрајк 1893. заустављен како би се спречила штета радничком покрету, он је на крају добио свој захтев за опште право гласа за мушкарце. Након кубанског рата за независност, 1902. године, анархосиндикалисти су организовали први генерални штрајк у земљи против владе нове Републике Кубе. У Холандији су штрајкови железничара 1903. године резултирали оштром репресијом против холандског радничког покрета. Шведски генерални штрајк 1909. прекинут је без испуњења својих захтева, убрзавајући одвајање синдикалиста из социјалдемократских синдиката и формирање Централне организације радника Шведске (SAC).
Неки од генералних штрајкова овог периода достигли су револуционарне нивое: руска револуција 1905. године показала је ефикасност општег штрајка као револуционарног инструмента, али је на крају угушена; 1909. каталонска синдикалистичка унија Solidaridad Obrera је сазвала генерални штрајк против регрутације за шпанску инвазију на Мароко, накратко подводећи раднике Барселоне пре гушења побуне од стране владиних снага; и након Револуције 1910. у Португалу, генерални штрајк под вођством синдиката накратко је ставио Лисабон под радничку контролу пре него што је потиснут, што је резултирало формирањем Националног раднчког синдиката од стране португалских социјалиста и анархиста.

У Италији је током овог периода био посебно велики талас генералних штрајкова: генерални штрајк 1904. није резултирао политичким реформама, већ је ојачао друштвени покрет; 1908. синдикалисти су предводили двомесечни генерални штрајк у Парми, су поражени; 1911. године анархосиндикалисти су покренули генерални штрајк против италијанске инвазије Либије, блокирајући возове трупа и чак убиство војног официра. Ова серија генералних штрајкова предвођених синдикалистима довела је до оснивања Италијанске синдикалистичке уније (USI), која је сама водила даљу серију генералних штрајкова који су кулминирали Црвеном недељом 1914. године.
1889. године су класични марксисти и социјалдемократе, попут Социјалдемократске партије Немачке (SPD), основали Лабуристичку и социјалистичку интернационалу. На Бриселском конгресу 1891. године постало је јасно да је Интернационала већ подељена око два главна тактичка питања: изборне политике, коју су социјалисти прихватили, али су се анархисти генерално противили; и генерални штрајк као механизам за спречавање рата, који су анархисти подржавали, али су социјалисти одбили да га подрже. Као резултат тога, на конгресу у Цириху 1893. године, анархисти су избачени из Интернационале и забрањено им је присуствовати будућим конгресима. Делегати анархистичких синдиката из француског CGT-а и холандског NAS-а покушали су да наставе са учешћем, али након што су били физички нападнути док су покушавали да се придруже Лондонском конгресу 1896. године, анархисти су коначно напустили Интернационалу.

Ипак, анархистичка одбрана генералног штрајка оставила је трајно наслеђе унутар Интернационале. На Париском конгресу 1900. године, француски социјалистички политичар Аристид Бријан усвојио је идеју о револуционарном генералном штрајку како би повећао своју популарност међу синдикалистима. На конгресу у Амстердаму 1904. године, други француски социјалистички политичар бранио је генерални штрајк као средство да се убеде гласачи социјалиста да они не подржавају само политичаре каријеристе. На Штутгартском конгресу 1907. године, Гистав Ерве прихватио је позиве анархиста на генерални штрајк да би се спречио рат, али су им се немачки делегати горљиво супротставили, који су се плашили репресије власти. Коначно, на Конгресу у Копенхагену 1910. предлог за генерални штрајк ради спречавања рата изнели су француски социјалиста Едуар Вајан и шкотски раднички лидер Кеир Хардије, али су и други делегати изгласали и овај предлог. Док су га социјалдемократе доследно побеђивале, анархистички предлог за генерални штрајк прихватили су чланови крајње левице, као што су Карл Либкнехт и Роза Луксембург, који су га видели као инструмент за добијање политичких уступака.
Пошто су потпуно замрзнути из Интернационале, анархисти су одлучили да одрже сопствени Међународни анархистички конгрес, који се састао у Амстердаму 1907. године. Конгрес је био домаћин жестоке дебате између Ерика Малатесте, заговорника класичног анархо-комунизма, и Пјера Моната, ученика нове струје анархосиндикализма. Потоњи су подржавали централну улогу синдиката у организовању револуционарног генералног штрајка за свргавање капитализма, након чега би синдикати чинили основу за изградњу новог друштва без државности са социјалистичком економијом. Напредак синдикализма блокирао је углавном Малатеста, који се противио класном редукционизму синдикалиста. Малатеста је био посебно критичан према генералном штрајку, који је одбацио као „магично оружје“ које није у стању да се избори са насилним сукобом са државним војскама, које су имале могућност да изгладњују раднике у случају таквог индустријског спора. Иако су анархосиндикалисти видели Амстердамски конгрес као средство за успостављање међународне анархистичке организације, напори у овом правцу били су саботирани сукобом између две фракције.
Упркос свим позивима на генерални штрајк да би се спречио рат, до избијања Првог светског рата, многи социјалисти су одустали од свог антимилитаризма и уместо тога дали подршку савезничким ратним напорима. Сама Друга интернационала је пропала, остављајући само анархосиндикалисте и бољшевике да окупе антиратну опозицију.

### 20. век
Генерални штрајк Уједињеног Краљевства 1926. почео је у индустрији угља и брзо је ескалирао; синдикати су позвали 1.750.000 радника, углавном у сектору транспорта и челика, иако је влада успешно угушила штрајк.
Године 1919. дошло је до бројних генералних штрајкова широм Сједињених Држава и Канаде, укључујући два која су се сматрала значајним — генерални штрајк у Сијетлу и генерални штрајк у Винипегу. Док је IWW учествовао у генералном штрајку у Сијетлу, ту акцију је позвала Централна радничка унија Сијетла, повезана са Америчком федерацијом рада (AFL, претходника AFL–CIO).
У јуну 1919, национална организација AFL, на заседању у Атлантик Ситију, Њу Џерси, донела је резолуције против генералног штрајка. У званичном извештају о овим поступцима конвенција је описана као „највећа и по свој прилици најважнија конвенција икада одржана“ од стране организације, делом због тога што је осмислила „огромни пораз такозваног радикалног елемента“ сламањем „једног предлога Велике уније“, као и за одбијање предлога за општенародни штрајк, оба „са више од 20 гласова према 1“. AFL је изменио свој устав како би забранио било ком централном радничком синдикату (тј. регионалним радничким саветима) да „гласа о штрајку без претходног одобрења националних службеника дотичног синдиката“. Промена је имала за циљ да „провери ширење расположења за генерални штрајк и спречи понављање онога што се десило у Сијетлу, а сада се дешава у Винипегу“. Казна за свако неовлашћено гласање у штрајку била је опозив статута тог тела.
Као део борбе за индијски покрет за независност, лидер Махатма Ганди је промовисао употребу онога што се назива Хартал, масовног протеста и облика грађанске непослушности који је често укључивао потпуно затварање радних места, канцеларија, продавница и судова.

### Легалност
У Америци, након усвајања Тафт-Хартлијевог закона против синдиката 1947. године, генерални штрајк се из оруђа солидарности радничког штрајка претворио у општи облик друштвеног, политичког и економског протеста. Амерички Конгрес усвојио је закон након генералног штрајка у Оукланду 1946. под водством жена. Он је забранио радње које предузимају синдикални радници у подршци радницима у другим компанијама, чиме су и акције солидарности и сам генерални штрајк били незаконити. Пре 1947. године и усвајања Тафт-Хартлијевог закона, термин генерални штрајк означавао је када би различити синдикати званично ступили у штрајк у знак солидарности са другим штрајкачким синдикатима. Тим актом је забрањено да један синдикат ступи у штрајк да би подржао други. Дакле, дефиниција и пракса генералног штрајка су се променили у модерним временима и означавали периодичне дане масовних акција које координирају, често, синдикати, али не и званични или продужени штрајк.
Од тада, у САД и Европи генерални штрајк је постао оруђе масовног економског протеста често у спрези са другим облицима изборне акције и директног грађанског деловања.

#### У Србији
Закон о штрајку усвојен је 1996. године, када је република Србија била део Савезне Републике Југославије и још увек је на снази.  У основним одредбама закона су регулисани предмет, основни појмови и начела. Штрајк се заснива на начелима добровољности, мирног решавања спора и сарадње у обезбеђивању минимума процеса рада, заштите имовине и заштите здравља и безбедности грађана. Штрајк може бити организован као генерални штрајк (за територију Републике Србије); грански штрајк ( грани, групи или делатности на територији Републике Србије); штрајк за територију јединице територијалне аутономије или локалне самоуправе и штрајк код послодавца. Штрајк упозорења може се организовати на свим овим нивоима, а штрајк солидарности (подршке) је штрајк који се организује ради подршке запосленима или синдикатима који су већ у штрајку код истог послодавца, у истој грани, групи или делатности или на територији исте јединице територијалне аутономије или локалне самоуправе, у трајању од најдуже један дан.

## Форме
Два главна облика генералног штрајка су: политички штрајк, који има за циљ постизање политичких и економских реформи; и револуционарни штрајк, који има за циљ рушење капитализма и државе у социјалној револуцији. Други облици, које је идентификовао Герхарт Нимајер, укључују: генерални штрајк као „револуционарну вежбу“ која би на крају довела до трансформације друштва; једнодневне демонстрације поводом Међународног дана радника, са циљем да се идентификује „светски пролетаријат“; и теоријски механизам којим се заустављају ратови између националних држава.
Индустријски синдикалисти као што су Ралф Чаплин и Стивен Нафт такође су идентификовали четири различита нивоа општег штрајка, који се уздиже од локализованог штрајка, преко штрајка у целој индустрији, до штрајка широм земље, и коначно до револуционарног штрајка.

## Дебате о генералном штрајку

### Социјалисти и анархисти
У својој студији о дебатама у оквиру Друге интернационале, Нимајер је социјалистички наклоњен генералном штрајку за политичка права унутар система и генерални штрајк схватио као револуционарни механизам за рушење постојећег поретка — који је повезивао са „нарастајућим анархо-синдикалистичким покретом" — као међусобно искључиве. Нимајер је веровао да је тешкоћа произашла из чињенице да је генерални штрајк „један инструмент“, али се често сматрао „без разлике у основним мотивима“.

### Синдикализам и генерални штрајк
Индустријски радници света (IWW) почели су у потпуности да прихватају генерални штрајк 1910–1911. Крајњи циљ генералног штрајка, према теорији индустријских радника света, јесте да се истисну капиталисти и да се контрола над средствима за производњу препусти радницима. У говору 1911. године у Њујорку, организатор IWW-а Бил Хејвуд објаснио је своје виђење економске ситуације и зашто је сматрао да је генерални штрајк оправдан,
Капиталисти имају богатство; имају новца. Они улажу новац у машинерију, у ресурсе земље. Они воде фабрику, рудник, железницу, млин. Они ће одржавати ту фабрику докле год пристижу профити. Када се деси нешто што поремети профит, шта раде капиталисти? Они штрајкују, зар не? Они повлаче своје финансије из тог млина. Затварају га јер ту нема зараде. Није их брига шта ће бити са радничком класом. Али, с друге стране, радничка класа је одувек била научена да води рачуна о капиталистичком интересу за имовину.
Бил Хејвуд је веровао да је индустријски синдикализам омогућио генерални штрајк, а генерални штрајк индустријску демократију. Према теорији Воблија, конвенционални штрајк је важно (али не и једино) оружје за побољшање плата, сати и услова рада за радне људе. Ови штрајкови су такође добра обука за помоћ радницима да се образују о класној борби и о томе шта ће бити потребно да се изврши евентуални генерални штрајк у циљу постизања индустријске демократије. Током завршног генералног штрајка, радници не би излазили из својих радњи, фабрика, рудника и млинова, већ би радије заузели своја радна места и преузели их. Пре него што предузму акцију за покретање индустријске демократије, радници би морали да се образују са техничким и менаџерским знањем да би могли да управљају индустријом.
Према историчару рада Филипу С. Фонеру, теоретичари IWW-а намерно нису детаљно представили климаву концепцију индустријске демократије; у том смислу детаљи су препуштени „будућем развоју друштва“. Међутим, одређени концепти су имплицитни. Индустријска демократија ће бити „ново друштво [изграђено] у љусци старог“. Чланови индустријског синдиката се образују да управљају индустријом по демократским принципима, и без постојеће хијерархијске власничке/управљачке структуре. Питањима као што су производња и дистрибуција би се бавили сами радници.
Године 1927. IWW је позвао на тродневну шетњу широм земље у знак протеста против погубљења анархиста Фердинанда Николе Сака и Бартоломеа Ванцетија. Најзначајнији одговор на позив био је у округу угља Валсенбург у Колораду, где је 1.132 рудара остало код куће, а само 35 је отишло на посао, стопа учешћа која је директно довела до штрајка угља у Колораду 1927.
Дана 18. марта 2011., Индустријски радници света подржали су одобрење генералног штрајка као наставак протеста против предложеног закона о раду гувернера Скота Вокера у Висконсину, након предлога који је усвојила Јужна централна федерација рада (SCFL) Висконсин подржава општи штрајк у целој држави као одговор на те законске предлоге. На сајту SCFL-а се наводи,
На месечном састанку SCFL-а у понедељак, 21. фебруара, делегати су подржали следеће: „SCFL подржава генерални штрајк, вероватно на дан када Вокер потпише свој 'нацрт за поправку буџета'.“ Формиран је ад хок комитет да истражи детаље. SCFL није ПОЗИВАО на генерални штрајк јер нема та овлашћења.

## Познати генерални штрајкови
Највећи генерални штрајк који је икада зауставио економију напредне индустријске земље — и први генерални штрајк у историји — десио се у мају 1968, у Француској. У продужени штрајк је ушло једанаест милиона радника и штрајковало две недеље заредом. Утицај штрајка је био толики да је скоро изазвао колапс де Голове владе. Други значајни генерални штрајкови:
- У Португалу је 2011. године федерација јавних синдиката сазвала генерални штрајк како би се спречиле мере штедње.[109]
- У Хондурасу, генерални штрајк су 2011. позвали синдикални радници, пољопривредници и друге организације захтевајући боље образовање, повећање минималне зараде и против повећања цена горива.[110]
- У Јемену, хиљаде људи изашло је на улице у генералном штрајку 2011. у знак протеста против председника Алија Абдулаха Салиха.[111]
- У Алжиру, радници јавног сектора су 2011. организовали генерални штрајк за веће плате и побољшање услова рада.[112]
- У фебруару 1947. године, генерал Даглас Макартур, као врховни командант савезничких сила у Јапану, забранио је планирани генерални штрајк 2.400.000 владиних радника, наводећи да се „тако смртоносно друштвено оружје” као генерални штрајк не сме користити у осиромашеном и изнемоглом Јапану тако брзо после Другог светског рата. Раднички лидери Јапана су испоштовали његову забрану.[113]
- У јуну 2022. године радници Туниса покренули су генерални штрајк који је зауставио сав транспорт.[114]